# Derick Silva
Derick Silva (ur. 23 kwietnia 1998) – brazylijski lekkoatleta specjalizujący się w biegach sprinterskich.
W 2014 dwukrotnie zajmował 4. miejsce podczas mistrzostw Ameryki Południowej juniorów młodszych. Dwukrotny srebrny i złoty medalista juniorskich mistrzostw Ameryki Południowej z 2015. W tym samym roku zdobył srebrny medal w biegu na 100 metrów oraz był czwarty na dwa razy dłuższym dystansie podczas mistrzostw świata juniorów młodszych w Cali. W 2016 zajął 7. miejsce na mistrzostwach świata juniorów w Bydgoszczy. Uczestnik IAAF World Relays oraz brązowy medalista mistrzostw panamerykańskich juniorów (2017). W 2019 został złotym medalistą igrzysk panamerykańskich, w konkurencji sztafety 4 × 100 metrów.

## Osiągnięcia
| Rok  | Impreza                                            | Miejsce   | Konkurencja        | Lokata     | Wynik  |
| ---- | -------------------------------------------------- | --------- | ------------------ | ---------- | ------ |
| 2014 | Mistrzostwa Ameryki Południowej juniorów młodszych | Cali      | bieg na 100 m      | 4. miejsce | 10,85  |
| 2014 | Mistrzostwa Ameryki Południowej juniorów młodszych | Cali      | bieg na 200 m      | 4. miejsce | 21,51  |
| 2015 | Mistrzostwa Ameryki Południowej juniorów           | Cuenca    | bieg na 100 m      | 2. miejsce | 10,38  |
| 2015 | Mistrzostwa Ameryki Południowej juniorów           | Cuenca    | bieg na 200 m      | 2. miejsce | 20,92  |
| 2015 | Mistrzostwa Ameryki Południowej juniorów           | Cuenca    | sztafeta 4 × 100 m | 1. miejsce | 39,90  |
| 2015 | Mistrzostwa świata juniorów młodszych              | Cali      | bieg na 100 m      | 2. miejsce | 10,49  |
| 2015 | Mistrzostwa świata juniorów młodszych              | Cali      | bieg na 200 m      | 4. miejsce | 20,85  |
| 2016 | Mistrzostwa świata juniorów                        | Bydgoszcz | bieg na 100 m      | 7. miejsce | 10,37  |
| 2016 | Mistrzostwa świata juniorów                        | Bydgoszcz | sztafeta 4 × 100 m | eliminacje | DQ     |
| 2017 | IAAF World Relays                                  | Nassau    | sztafeta 4 × 100 m | –          | DQ     |
| 2017 | Mistrzostwa Ameryki Południowej juniorów           | Leonora   | bieg na 100 m      | 2. miejsce | 10,45  |
| 2017 | Mistrzostwa Ameryki Południowej juniorów           | Leonora   | bieg na 200 m      | 2. miejsce | 20,92  |
| 2017 | Mistrzostwa panamerykańskie juniorów               | Trujillo  | bieg na 200 m      | 3. miejsce | 20,77  |
| 2017 | Mistrzostwa panamerykańskie juniorów               | Trujillo  | sztafeta 4 × 100 m | 4. miejsce | 39,98  |
| 2018 | Mistrzostwa Ameryki Południowej                    | Cuenca    | bieg na 100 m      | 1. miejsce | 10,17  |
| 2018 | Mistrzostwa Ameryki Południowej                    | Cuenca    | bieg na 200 m      | półfinał   | 20,68  |
| 2019 | IAAF World Relays                                  | Jokohama  | sztafeta 4 × 100 m | 1. miejsce | 38,05  |
| 2019 | IAAF World Relays                                  | Jokohama  | sztafeta 4 × 200 m | eliminacje | DNF    |
| 2019 | Igrzyska panamerykańskie                           | Lima      | bieg na 100 m      | eliminacje | 20,76  |
| 2019 | Igrzyska panamerykańskie                           | Lima      | sztafeta 4 × 100 m | 1. miejsce | 38,27  |
| 2019 | Mistrzostwa świata                                 | Doha      | sztafeta 4 × 100 m | 4. miejsce | 37,72  |
| 2019 | Światowe wojskowe igrzyska sportowe                | Wuhan     | sztafeta 4 × 100 m | 1. miejsce | 20,76  |
| 2021 | World Athletics Relays                             | Chorzów   | sztafeta 4 × 100 m | –          | DQ     |
| 2021 | Mistrzostwa Ameryki Południowej                    | Guayaquil | bieg na 100 m      | 3. miejsce | 10,35w |
| 2021 | Mistrzostwa Ameryki Południowej                    | Guayaquil | sztafeta 4 × 100 m | 1. miejsce | 39,10  |
| 2021 | Igrzyska olimpijskie                               | Tokio     | sztafeta 4 × 100 m | eliminacje | 38,34  |
| 2022 | Mistrzostwa świata                                 | Eugene    | sztafeta 4 × 100 m | 7. miejsce | 38,25  |

## Rekordy życiowe
- bieg na 100 metrów – 10,10 (2018)
- bieg na 200 metrów – 20,23 (2018)

W 2019 roku sztafeta 4 × 400 metrów z dos Santosem na trzeciej zmianie ustanowiła czasem 37,72 aktualny rekord Ameryki Południowej.